# Amable Rome
Docteur Rome
Pour les articles homonymes, voir Rome (homonymie).
Amable Rome, encore appelé le docteur Rome né le 12 juin 1781 à La Grave (Hautes-Alpes), mort le 19 mai 1850 à Voreppe (Isère), est un médecin et philanthrope français qui fut, selon certaines sources historiques, le principal modèle de Balzac pour le docteur Benassis, héros de son roman Le Médecin de campagne (1833).

## Biographie
Il naît à La Grave dans une famille de la petite bourgeoisie dauphinoise.
Des classes de latin du Collège de Briançon, il passe à l'école centrale de Grenoble, où il suit notamment les cours du médecin et botaniste Dominique Villars (1745-1814).
Il commence ses études de médecine à Grenoble, et les poursuit à l'école de médecine de Paris où il obtient son doctorat en 1806.
En 1807 il prend la direction du service de santé de l'hôpital civil et militaire de Briançon, tout en exerçant les fonctions d'inspecteur des eaux du Monêtier-de-Briançon.
Charles-François de Ladoucette (1772-1848) avait apprécié ses talents à l'époque où il était préfet des Hautes-Alpes, de 1802 à 1809. Devenu, sous l'Empire, préfet du département de la Roer de 1809 à 1814, il le fait venir auprès de lui comme médecin du dépôt de mendicité local. Pendant son séjour à Cologne, Amable Rome se lie d'amitié avec le naturaliste, géographe et explorateur allemand Alexander von Humboldt (1769-1859).
S'étant marié en 1806 avec Thérèse Marie Madeleine Serrière Dupré à Voreppe, c'est là qu'il se fixe à la chute de l'Empire. De 1816 à 1830, il est médecin de l'asile d'aliénés de Saint-Robert. Il y est aussi professeur d'accouchement et directeur de la maternité.
Puis il abandonne toute fonction publique et installe son cabinet à Voreppe, dans un coin de son jardin, tout en prodiguant ses soins jusqu'à Grenoble « avec cœur [...] désintéressement [...] vaillance [...] bonté envers les pauvres [...] dévouement pour tous ». Aux pauvres, outre des remèdes, il donne des aliments, voire son propre linge. De riches familles locales, notamment la famille d'Agoult qui possède alors le château de Voreppe, lui apportent leur contribution.
Il est aussi le médecin des moines de la Grande Chartreuse, où il se rend à cheval tous les quinze jours, et de l'abbaye Notre-Dame-de-Chalais, où il rencontre le père Lacordaire (1802-1861),,,.
Il meurt à Voreppe en 1850 dans l'exercice de ses fonctions, et y est inhumé.

### Inspirateur de Balzac
Dans la Revue hebdomadaire du 3 novembre 1917, Gabriel Faure (1877-1962), à l'issue d'un véritable travail d'enquête, montre de façon étayée que le principal modèle du docteur Benassis, héros du Médecin de campagne serait le docteur Amable Rome, de même que le « gros bourg situé entre Grenoble et la Grande-Chartreuse » serait Voreppe,.
En 1954 (publication : 1956), Camille Blanchard, de l'Académie delphinale, émet l'hypothèse que ce serait Michel Carraud, époux de Zulma Carraud amie et égérie de Balzac, qui aurait conseillé à celui-ci de profiter de sa cure aux eaux d'Aix-les-Bains pour aller à Voreppe rencontrer le docteur Rome, qu'il connaissait lui-même,,. À l'appui de cette hypothèse, selon la base généalogique Roglo, « La famille Carraud était originaire de La Grave, en Dauphiné. Elle appartenait à l'importante communauté de marchands de draps et soie qui a essaimé en Berry à partir du 17e siècle ».
Au début des années 2000, Brice Lannaud, membre d'une association de mise en valeur du patrimoine voreppin, suggère pour sa part que Balzac s'étant rendu à la Grande Chartreuse le 19 septembre 1832, il aurait pu y rencontrer le docteur Rome, médecin attitré des moines. Le même auteur rapporte que des archives locales et de proches descendants d'Amable Rome témoignent de la rencontre, voire de l'amitié, entre ce dernier et Balzac.

### Hommages
- Sur la stèle de sa tombe, outre un bas-relief du sculpteur Victor Sappey (1801-1856), est gravé Pertransiit benefaciendo  (« Il est passé en faisant le bien » en latin)[14]
- Peu de temps après sa mort, la commune de Voreppe donne son nom à une rue du bourg[6],[15]. Par ailleurs, dans les années 1950, la municipalité baptise « Avenue Honoré de Balzac » une artère majeure de cette cité[13]
- En mars 2023, la Fondation du patrimoine lance une campagne d'appel aux dons pour l'entretien de la maison du Dr Rome[16]